# Birra Busalla
La Birra Busalla è una fabbrica di birra italiana fondata nel 1905 a Savignone. Attiva tra il 1905 ed il 1929 con lo storico nome di Premiata Fabbrica di Birra Busalla, l'azienda ha ripreso la produzione nel 1999 - col nome di Fabbrica Birra Busalla - nei locali dell'originale fabbricato. Dal 2011 l'azienda è iscritta nell'albo storico delle imprese italiane.

## Storia

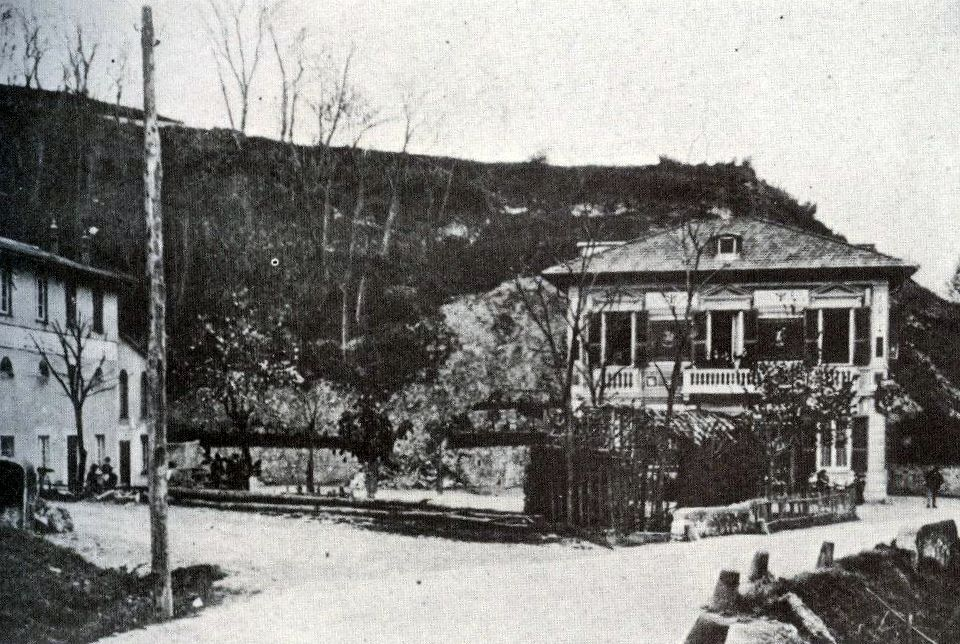
La fabbrica in una fotografia del 1909

Il 14 febbraio 1905 a Savignone tre imprenditori: il commendator Giacomo Ricchini, il cavalier Giovanni Bagnasco e il sindaco di Busalla cavalier Sisto Poggi diedero vita alla Società Anonima Birra Busalla.
Nel 1910 il cavalier Poggi assunse il controllo della fabbrica che prese il nome di "Fabbrica di Birra Poggi & C.". La produzione salì fino a produrre un quarto della produzione italiana.
Durante la prima guerra mondiale fu interrotta la produzione della birra. La Grande Guerra segnò il declino dell'attività fino alla totale chiusura nel 1929.
Nel 1999, dopo 70 anni, l'antico edificio è stato ristrutturato con la ripresa della produzione della birra. Ad oggi il birrificio - il primo "microbirrificio" della Liguria - produce birra artigianale, non filtrata e non pastorizzata che viene servita nel proprio Brewpub dotato di ristorante.

## Materiale Pubblicitario

Cartolina Postale Birra Busalla
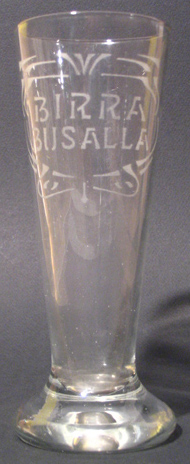
Bicchiere Birra Busalla